# Estadio (geometría)

Aspecto de un estadio

Un estadio, discorectángulo, u obround, es una figura geométrica bidimensional compuesta por un rectángulo con un par de semicírculos en un par de lados opuestos. Su versión tridimensional, la cápsula, se crea haciendo girar un estadio alrededor de la línea de simetría que bisecta al semicírculo.
La forma de la figura está basada en la construcción homónima, usada para las pistas atléticas y las de carreras de caballos.

## Fórmulas
El perímetro de un estadio se calcula con la fórmula {\displaystyle P=2(\pi r+a)}, y el área, con la fórmula {\displaystyle A=\pi r^{2}+2ra=r(\pi r+2a)},   donde a es la longitud de los lados derechos, y r es el radio de los semicírculos.